# Amata lampetis
Amata lampetis är en fjärilsart som beskrevs av Turner 1898. Amata lampetis ingår i släktet Amata och familjen björnspinnare. Inga underarter finns listade i Catalogue of Life.